# ترین اویاسته
ترین اویاسته (استونیایی: Triin Ojaste؛ زادهٔ ۱۴ مارس ۱۹۹۰) اسکی‌باز صحرانوردی اهل استونی است.
وی در دو دوره از بازی‌های المپیک زمستانی ۲۰۱۰ و ۲۰۱۴ شرکت کرده‌است.